# Luis López
Luis Santiago López Flores, född 25 juli 1934 i Masaya i Nicaragua, död 19 juli 2006, var en nicaraguensisk textilkonstnär.
Luis López, med signaturen Luis, var grundare av Tapices Luis i Masaya. Under 1970-talet arbetade Alexander Calder med vävare i Masaya och formgav mattor i hampa och sisal, som han kallade för "mjuka skulpturer". Detta inspirerade lokala konsthantverkare, bland annat Luis López att arbeta i ett samtida formspråk och med en kraftig kolorit.
Efter att ha arbetat med Alexander Calders mönster, började Luis López att utveckla en egen formgivning för mattor och gobelänger, liksom att göra en del verk i nära anslutning till Pablo Picassos formspråk.
Luis López dotter Sonia Luisa López Castillo, har övertagit driften av Tapices Luis.